# Devin Smith (giocatore di football americano)
Devin Smith (Massillon, 3 marzo 1992) è un giocatore di football americano statunitense che milita nel ruolo di wide receiver per i Jacksonville Jaguars della National Football League (NFL).

## Carriera universitaria
Al college, Smith giocò a football a Ohio State dal 2011 al 2014. Nella sua ultima stagione vinse il campionato NCAA battendo in finale Oregon, in una gara in cui ricevette un passaggio da 45 yard. La sua carriera nel football universitario si chiuse con 121 ricezioni per 2.503 yard e 30 touchdown.

## Carriera professionistica

### New York Jets
Smith fu scelto nel corso del secondo giro (37º assoluto) del Draft NFL 2015 dai dei New York Jets. Il primo touchdown lo segnò nella settimana 12 contro i Miami Dolphins su passaggio del quarterback Ryan Fitzpatrick. La sua stagione da rookie si chiuse con 9 ricezioni per 115 yard in dieci presenze, di cui tre come titolare.

### Dallas Cowboys
Nel 2019 Smith firmò con i Dallas Cowboys.

## Statistiche
| Partite totali         | 10  |
| Partite da titolare    | 3   |
| Ricezioni              | 9   |
| Yard ricevute          | 115 |
| Touchdown su ricezione | 1   |

Statistiche aggiornate alla stagione 2015